# Modelo de Bertrand
Modelo de Bertrand ou Competição de Bertrand é um modelo de concorrência imperfeita usado em economia, desenvolvido pelo matemático Joseph Bertrand (1822-1900). O modelo descreve as interações entre as empresas, que definem os seus preços, e os compradores, que decidem quanto comprar ao preço dado.
O modelo é baseado nos seguintes pressupostos:
- Há pelo menos duas empresas produzindo produtos homogêneos (não diferenciados)
- As empresas não cooperam (não há conluio;
- As empresas concorrem através de preços simultaneamente.
- Todos os consumidores compram empresa que oferta o menor preço. Se todas as empresas cobram o mesmo preço, os consumidores escolhem aleatoriamente entre elas.

## Implicações
Duas empresas estabelecem um conluio para cobrar "preços de monopólio", sendo que cada uma delas domina uma das metades do mercado. No entanto, cada empresa tem motivos racionais para quebrar um acordo. Portanto, o único equilíbrio de Nash possível nesse modelo é não entrar em acordo e cobrar o custo marginal, que é o único resultado não cooperativo.
Se uma empresa tem um custo médio mais baixo (quando a sua tecnologia de produção é superior, por exemplo), cobrará um preço mais alto do que seu próprio custo médio. Esse preço, no entanto, será mais baixo do que o custo médio da segunda empresa, de modo que a primeira empresa deve capturar toda a demanda do mercado para si.